# Star Wars: Jedi Starfighter
Star Wars: Jedi Starfighter est un jeu vidéo de combat aérien développé et édité par LucasArts, sorti en 2002 sur PlayStation 2 et Xbox. Il s'agit de la suite de Star Wars: Starfighter.

## Histoire
Peu avant la bataille de Géonosis, Adi Gallia reçoit un message du pirate de l'espace Nym.

## Accueil
- Jeuxvideo.com : 15/20 (PS2)[1] - 13/20 (XB)[2]